# برج وضريح بابا حسين
برج وضريح بابا حسين (بالفارسية: برج آرامگاه بابا حسین) هو برج وضريح تاريخي يعود إلى (ربما) القرن السادس والثامن الهجري، ويقع في مقاطعة ملاير.